# 弯毛楼梯草
弯毛楼梯草（学名：Elatostema crispulum）是荨麻科楼梯草属的植物，为中国的特有植物。分布于中国大陆的云南等地，生长于海拔350米的地区，常生于山谷雨林中，目前尚未由人工引种栽培。